# Kashihara
Kashihara (jap. 橿原市 Kashihara-shi) – miasto w Japonii, na wyspie Honsiu, w prefekturze Nara.
W mieście rozwinął się przemysł spożywczy oraz rzemiosło artystyczne.

## Położenie
Miasto leży w północno-zachodniej części prefektury, graniczy z miastami:
- Yamato-Takada
- Gose
- Sakurai

oraz wsią Asuka (dawna stolica Asuka-kyō).

## Historia
Miasto leży na terenie dawnej krainy, a następnie prowincji Yamato, uznawanej za kolebkę Japonii. 
Japończycy wierzą, że w tym miejscu w roku 660 p.n.e. cesarz Jimmu po pokonaniu „plemion barbarzyńców” ustanowił pierwszą stolicę ówczesnej Japonii i został pierwszym cesarzem. 
W latach 694–710 była tu stolica Fujiwara-kyō.
W 1890 roku został ukończony chram Kashihara-jingū, zbudowany w celu formalnego czczenia cesarza Jimmu i jego małżonki, Hime-tatara-Isuzu-Hime, w uznaniu ich statusu jako pierwszego pokolenia rodziny cesarskiej.

## Galeria

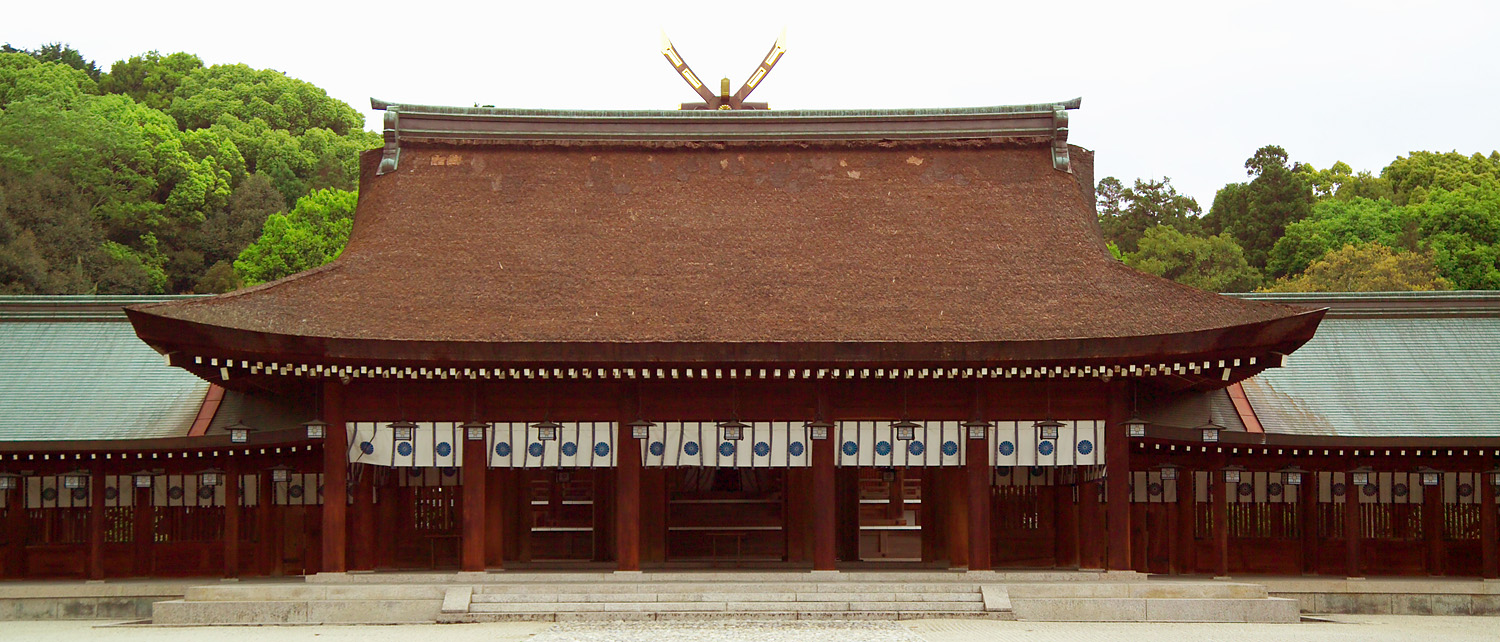
Kashihara-jingū